# Anže Semenič
Anže Semenič, bivši slovenski smučarski skakalec, * 1. avgust 1993.
Semenič je član kluba NSK Tržič FMG (prej NSK Tržič Trifix) in občasno slovenske skakalne reprezentance. Je povprečno dober skakalec in boljši predvsem na večjih napravah in letalnicah. S svojimi 187 cm višine sodi med najvišje skakalce v najmočnejši svetovni konkurenci.

## Tekmovalna kariera

### Celinski pokal in druga tekmovanja nižjega ranga
Na tekmah za kontinentalni pokal je debitiral 8. julija 2012 na tekmi v domačem Kranju. Tam je zasedel zgolj 32. mesto, je pa to uvrstitev kasneje popravil in večkrat segel tudi po najviših mestih tega drugorazrednega skakalnega tekmovanja. Tako je 6. januarja 2013 prvič zmagal na tekmi v poljskih Zakopanah. Nato je do konca sezone 2012-13 slavil še dvakrat in si zagotovil končno 7. mesto v skupnem seštevku kot najbolje uvrščeni Slovenec.
V naslednji sezoni tega tekmovanja, 2013-14, je dosegal povprečne rezultate, poleg dokaj rednega uvrščanja med dobitnike točk je nekajkrat dosegel prvo deseterico in na koncu v seštevku tako poletnega kot zimskega dela zasedel skupno 15. mesto s 445 osvojenimi točkami.
V poletju 2014 je nastopal spremenljivo, včasih je bil pri repu trideseterice, včasih pa med prvo deseterico. Nato je v zimskem delu tekmovanja svoje dosežke izboljšal in si priskakal tudi stopničke, ko je v japonskem Saporu zasedel drugo mesto. V skupnem seštevku tekmovanja je z 1053 točkami osvojil drugo mesto, je pa postal zmagovalec zimskega dela v katerem je osvojil 901 točko.
11. septembra je zmagal na tekmi poletne Velike nagrade v ruskem čajkovskem potem, ko je dan prej bil drugi, zaostal je le pred rojakom Robertom Kranjcem.

### Svetovni pokal
9. januarja 2013 je debitiral tudi na tekmi svetovnega pokala v Wisłi, kjer se je prebil skozi kvalifikacije in na tekmi zasedel 40. mesto. 14. februarja 2015 je dosegel svojo prvo uvrstitev med dobitnike točk na tekmi svetovnega pokala v poletih v Vikersundu, kjer je zasedel 26. mesto. Da je dober letalec je znova pokazal v finalu sezone Svetovni pokal v smučarskih skokih 2015, ko je bil na tekmi posameznikov deseti, kar je njegov dotedanji najboljši rezultat med svetovno elito. Izkazal se je tudi na moštveni preizkušnji kjer so Slovenci slavili pred vsemi. Na finalu leta 2016 je bil ponovno v slovenski ekipi, ko je le ta osvojila drugo mesto. V letih od 2015 do 2022 je bil redni dobitnik točk v svetovnem pokalu, ustrezale so mu večje skakalnice in letalnice.
28. januarja 2018 je slavil svojo prvo zmago v svetovnem pokalu, potem ko je bil najboljši na tekmi v poljskih Zakopanah. Na tej tekmi sta vidnejši rezultat dosegla dva Slovenca, saj je Semeničev uspeh dopolnil Peter Prevc s tretjim mestom.
Svojo pestro kariero je zaključil marca 2022 v Planici, kjer je v poskusni seriji poletel kar 249,5 metra.